# Tom Wilkinson
Thomas Geoffrey Wilkinson OBE (Leeds, 5 de fevereiro de 1948 — Norte de Londres, 30 de dezembro de 2023) foi um ator britânico de cinema, televisão e teatro. Ele recebeu vários prêmios ao longo de sua carreira, incluindo um BAFTA, um Globo de Ouro, um Primetime Emmy Award e indicações para dois Óscars. Ele ganhou notoriedade como ator atuando em vários filmes, como In the Name of the Father (1993), Sense and Sensibility (1995), Shakespeare in Love (1998), The Patriot (2000), Girl with a Pearl Earring (2003), Eternal Sunshine of the Spotless Mind (2004), Batman Begins (2005), Valkyrie (2008), The Ghost Writer (2010), The Best Exotic Marigold Hotel (2011), Belle (2013), Selma (2014), The Grand Budapest Hotel (2014) e Denial (2016).

## Morte
Wilkinson morreu em 30 de dezembro de 2023, aos 75 anos.

## Filmografia
- 2021 - SAS: Red Notice
- 2021 - Dr. Bird's Advice for Sad Poets
- 2018 - The Titan
- 2018 - The Happy Prince
- 2018 - Dead in a Week or Your Money Back
- 2018 - Burden
- 2016 - The Choice
- 2016 - Negação
- 2015 - Jenny's Wedding
- 2012 - The Best Exotic Marigold Hotel
- 2011 - Missão Impossível - Protocolo Fantasma
- 2011 - O Besouro Verde
- 2011 - The Kennedys (TV)
- 2010 - The Debt
- 2010 - The Ghost Writer
- 2009 - Duplicity
- 2009 - Valkyrie
- 2008 - RocknRolla
- 2008 - Jackboots on Whitehall (voz)
- 2007 - Cassandra's Dream
- 2007 - Michael Clayton
- 2007 - Dedication
- 2006 - The Night of the White Pants
- 2006 - The Last Kiss
- 2005 - Ripley under Ground
- 2005 - Mentiras sinceras
- 2005 - O exorcismo de Emily Rose
- 2005 - Batman Begins
- 2004 - Falsária
- 2004 - Mr. Ripley's Return
- 2004 - Piccadilly Jim
- 2004 - A Way through the Woods
- 2004 - Stage Beauty
- 2004 - Brilho Eterno de uma Mente sem Lembranças
- 2004 - If Only
- 2003 - Girl with a Pearl Earring (filme)
- 2003 - Normal (TV)
- 2002 - An Angel for May
- 2002 - Before You Go
- 2002 - The Importance of Being Earnest
- 2002 - The Gathering Storm (TV)
- 2001 - Black Knight
- 2001 - Another Life
- 2001 - In the Bedroom
- 2000 - Chain of Fools
- 2000 - Essex Boys
- 2000 - O Patriota (filme de 2000)
- 1999 - David Copperfield (TV)
- 1999 - Ride with the Devil
- 1999 - Molokai: The Story of Father Damien
- 1998 - Shakespeare in Love
- 1998 - Rush Hour
- 1998 - The Governess
- 1997 - Cold Enough for Snow (TV)
- 1997 - Jilting Joe
- 1997 - Oscar and Lucinda
- 1997 - Wilde
- 1997 - The Full Monty
- 1997 - Smilla's Sense of Snow
- 1996 - Crossing the Floor (TV)
- 1996 - The Ghost and the Darkness
- 1996 - Eskimo Day (TV)
- 1995 - Sense and Sensibility
- 1994 - All Things Bright and Beautiful
- 1994 - Measure for Measure (TV)
- 1994 - A Very Open Prison (TV)
- 1994 - Priest
- 1994 - A Business Affair
- 1994 - Prince of Jutland
- 1993 - In the Name of the Father
- 1993 - Resnick: Rough Treatment (TV)
- 1993 - An Exchange of Fire (TV)
- 1992 - Resnick: Lonely Hearts (TV)
- 1992 - Underbelly (TV)
- 1991 - Prime Suspect (TV)
- 1990 - Dr. Impostor (Paper Mask)
- 1989 - First and Last (TV)
- 1988 - Shake Hands Forever (TV)
- 1988 - The Attic: The Hiding of Anne Frank (TV)
- 1988 - The Woman He Loved (TV)
- 1986 - Sharma and Beyond
- 1985 - Sylvia
- 1985 - A Pocketful of Rye (TV)
- 1985 - Sombras do passado (Wetherby)
- 1984 - Bones
- 1984 - Squaring the Circle (TV)
- 1984 - Sakharov (TV)
- 1976 - Smuga Cienia

## Prêmios e indicações
- Ganhou em 2008 o Globo de Ouro de melhor ator coadjuvante em televisão
- Recebeu uma indicação ao Óscar de Melhor Ator (coadjuvante/secundário), por Conduta de Risco (2007)
- Recebeu uma indicação ao Óscar de Melhor Ator (principal), por Entre Quatro Paredes (2001).
- Recebeu uma indicação ao Globo de Ouro de Melhor Ator - Mini-série/Filme para TV, por "Normal" (2003).
- Recebeu uma indicação ao BAFTA de Melhor Ator, por "Entre Quatro Paredes" (2001).[5]
- Recebeu 2 indicações ao BAFTA de Melhor Ator Coadjuvante, por "Ou Tudo Ou Nada" (1997) e "Shakespeare Apaixonado" (1998). Venceu em 1997.[5]
- Ganhou o Independent Spirit Awards de Melhor Ator, por "Entre Quatro Paredes" (2001).
- Recebeu uma indicação ao MTV Movie Awards de "Melhor Sequência de Dança", por "Ou Tudo Ou Nada" (1997).
- Ganhou o Prêmio Especial do Júri, no Sundance Film Festival, por "Entre Quatro Paredes" (2001).